# Ilha da Barreta
A ilha Deserta é uma ilha-barreira situada na Ria Formosa, e é o território mais a sul de Portugal Continental (o ponto mais meridional de Portugal fica nas Ilhas Selvagens, na Região Autónoma da Madeira). A ilha é desabitada e é essencialmente uma reserva natural, além de possuir uma longa praia de areia, a praia da Barreta, pouco frequentada. Situa-se a sudoeste da ilha da Culatra e a sudeste da península designada como ilha de Faro.
Pode ser acedida de barco, existindo uma carreira comercial a partir de Faro durante todo o ano.
É nesta ilha que se encontra o ponto mais meridional de Portugal Continental, o Cabo de Santa Maria, que não é um promontório rochoso mas apenas uma curva no areal da praia.
O Restaurante Estaminé e um apoio de pescador são as únicas infrastruturas na Ilha Deserta. 
Parte da ilha encontra-se legalizada como local de prática de naturismo.